# Пшеничная, Ольга Николаевна
Ольга Николаевна Пшеничная (укр. Ольга Миколаївна Пшенична; род. 13 ноября 1948, Новониколаевка, Крымская область) — украинский политик, Народный депутат Украины.

## Биография
Родилась в семье колхозника, по национальности русская.
Образование: Омский государственный педагогический университет, природно-географический факультет, учитель химии и биологии; Национальный юридический университет имени Ярослава Мудрого.
В 1990—1994 — депутат Верховного совета Республики Крым.
03.1998 — кандидат в народные депутаты Украины, избирательный округ № 5, АР Крым. явка 60,0 %, за 15,2 %, 3 место из 11 претендентов. На время выборов: народный деп. Украины, член СелПУ. 03.1998 — кандидат в нар. деп. Украины от блока СПУ-СелПУ, N 196 в списке.
04.2002 — кандидат в народные депутаты Украины, избирательный округ № 5, АР Крым, самовыдвижение. По 2,40 %, 8 место из 14 претендентов. На время выборов: главный консультант секретариата Комитета по вопросам науки и образования ВР Украины, б/п.
Народный депутат Украины с 04.1994 (2-й тур) по 04.1998, Ленинский изб. окр. № 40, Республики Крым, выдвинут трудовым коллективом. Член Комитета по вопросам науки и народного образования. Член МДГ. На время выборов: Ленинский райотдел народного образования, заведующий.
Член Комитета по делам женщин, материнства и детства при Президенте Украины (10.1995-11.1996).
После аннексии Крыма Россией приняла российское гражданство и некоторое время вела предпринимательскую деятельность.

## Награды и звания
- Заслуженный работник народного образования Украины (03.1997)[2]